# 谢尔沃村
谢尔沃村，是西班牙卡斯蒂利亚-莱昂萨拉曼卡省的一个市镇。 总面积57平方公里，总人口378人（2001年），人口密度7人/平方公里。